# 大丈夫だよ (岡本真夜の曲)
「大丈夫だよ」（だいじょうぶだよ）は岡本真夜7作目のシングル。
1998年2月25日に発売された。発売元は徳間ジャパンコミュニケーションズ。

## 概要
ミュージック・ビデオは、ライブハウスで歌う構成となっており、実際にCLUB CITTA'（神奈川県川崎市）で、ファンクラブ会員の参加により制作された。

## 収録曲
1. 大丈夫だよ (4:20)
  - 作詞・作曲：岡本真夜、編曲：森俊之
2. 悩んでないでLet's Go!デス (4:01)
  - 作詞・作曲：岡本真夜、編曲：田辺恵二
3. 大丈夫だよ (ORIGINAL KARAOKE) (4:20)
4. 悩んでないでLet's Go!デス (ORIGINAL KARAOKE) (4:01)

## 収録アルバム
大丈夫だよ
オリジナル・アルバム『Hello』（1998年4月29日）
ベスト・アルバム『RISE 1』（2000年5月31日）
セルフカバー・アルバム『Crystal Scenery III Self cover Best』（2009年11月25日）, セルフカバーバージョン
悩んでないでLet's Go!デス
オリジナル・アルバム『Hello』（1998年4月29日）, アルバムエディットバージョン
※シングルバージョンはアルバム未収録

## タイアップ
- 大丈夫だよ：テレビ朝日「ビートたけしのTVタックル」エンディングテーマ
- 悩んでないでLet's Go!デス：「全国信用金庫協会」CMソング